# 晃答豁兒
晃答豁儿，又作者该·晃答豁儿、也该·晃塔合儿，《圣武亲征录》作折该·晃脱合儿，蒙古帝国人物，出自尼伦蒙古速客虔氏（《圣武亲征录》作雪干）。
他的曾祖父斡黑答被成吉思汗铁木真四世祖屯必乃掳获为奴，从此以后斡黑答后裔世代为屯必乃后裔之奴。包括晃答豁儿的祖父速别该、父亲阔阔出·乞儿撒安，还有他自己。铁木真和札木合分开的时候，者该·晃答豁儿的儿子速客该·者温投奔铁木真。1203年，他的另一个儿子雪格额台·脱斡邻勒跟随札木合与阿勒坛、忽察儿依附桑昆。后晃答豁儿跟随成吉思汗西征。